# Buchi Emechetaová
Buchi Emechetaová (rodným jménem Florence Onyebuchi Emechetaová; 21. července 1944, Lagos – 25. ledna 2017, Londýn) byla nigerijská spisovatelka od roku 1962 sídlící ve Spojeném království. Psala romány, divadelní hry i knihy pro děti.
Pozornosti kritiky se jí poprvé dostalo za její autobiografický román z roku 1974 Second Class Citizen. Zde popsala své nešťastné manželství s násilnickým manželem, který jí mj. spálil první rukopis této knihy. Jejími dalšími úspěšnými knihami byly The Bride Price (1976), The Slave Girl (1977) a The Joys of Motherhood (1979). Roku 1986 vydala své paměti Head Above Water. Její díla často zkoumají napětí mezi tradicí a modernitou, sexuální diskriminaci a rasové předsudky. Byla označena jako "první úspěšná černošská spisovatelka v Británii po roce 1948". Pocházela z kmene Igbo. V roce 2005 obdržela Řád britského impéria.